# Коняев, Игорь Николаевич
Игорь Николаевич Коняев (род. 15 апреля 1960, Рязань) — советский и российский футболист, выступавший на позиции нападающего и полузащитника. Сыграл 6 матчей в высшей лиге СССР. Мастер спорта СССР

## Биография
Начинал заниматься футболом в рязанской команде «Электрон», первый тренер — Георгий Яковлевич Хоецян, затем в рязанской ДЮСШ «Спартак» у тренера Владимира Алексеевича Егорова. В 17-летнем возрасте дебютировал во второй лиге в составе рязанского «Спартака». В 1978 году был на просмотре в московском «Спартаке», но вернулся в Рязань, где провёл непрерывно семь сезонов и сыграл более 200 матчей. Играл как правило на краю нападения или полузащиты, отличался высокой скоростью.
В 1984 году был призван в армию и в течение года находился в смоленской «Искре», но из-за проблем с заявкой выступал только за дубль. Вошёл в сборную Вооружённых Сил, где был замечен тренером ЦСКА Юрием Морозовым. В 1985 году играл за московский ЦСКА в первой лиге, команда в том сезоне завоевала малые серебряные медали.
В 1986 году перешёл в московский «Локомотив», в его составе также становился серебряным призёром первой лиги, а в 1987 году одержал победу в Кубке МССЖ в Болгарии. В 1988 году сыграл 6 матчей в высшей лиге, дебютную игру провёл 8 марта 1988 года против бакинского «Нефтчи».
Летом 1988 года вернулся в Рязань и провёл пять сезонов в местной команде, в 1992 году стал серебряным призёром зонального турнира первой лиги. Затем выступал за «Обнинск», саратовский «Сокол», команды Коломны и «Спартак» из Рыбного. В возрасте 37 лет завершил профессиональную карьеру.
Всего за команды Рязани сыграл более 400 матчей в первенствах страны.
После окончания игровой карьеры работал тренером (2004) и администратором (2006) клуба «Рязань-Агрокомплект», играющим тренером ФК «Рыбное», играющим тренером команды рязанских ветеранов «Трансэнерго». По состоянию на 2015 год работал старшим тренером рязанской ДЮСШ.

## Личная жизнь
Жена Светлана Александровна.